# Матрёнино (платформа)
Матрёнино — остановочный пункт Рижского направления Московской железной дороги в одноимённом посёлке при станции Волоколамского района Московской области. Кассы не работают, турникетами не оборудована.
На запад беспересадочное сообщение осуществляется до станции Шаховская, на восток и юго-восток — до станций Москва-Рижская и Тула-1-Курская. На платформе останавливаются только обычные электропоезда, остановка экспрессов не осуществляется.
В 2,5 км к юго-востоку от платформы находится деревня Матрёнино и четыре садовых товарищества. Вблизи платформы проходят Новорижское и Волоколамское шоссе.
Станция Матрёнино описывается в романе А. А. Бека «Волоколамское шоссе», действие которого происходит в 1941 году.